# Rathaus Apotheke (Bern)

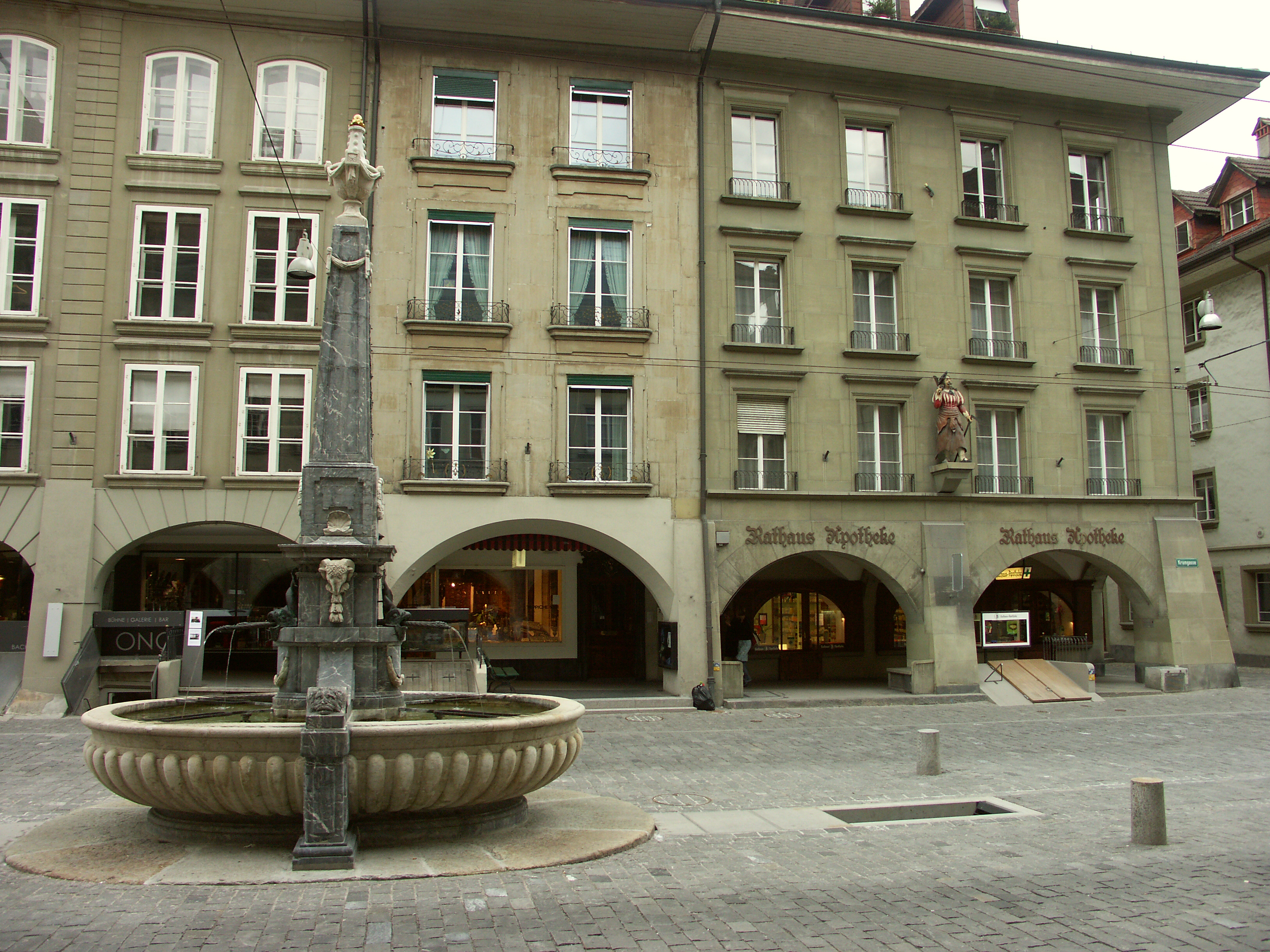
Die Rathaus Apotheke an der Kramgasse 2 in Bern

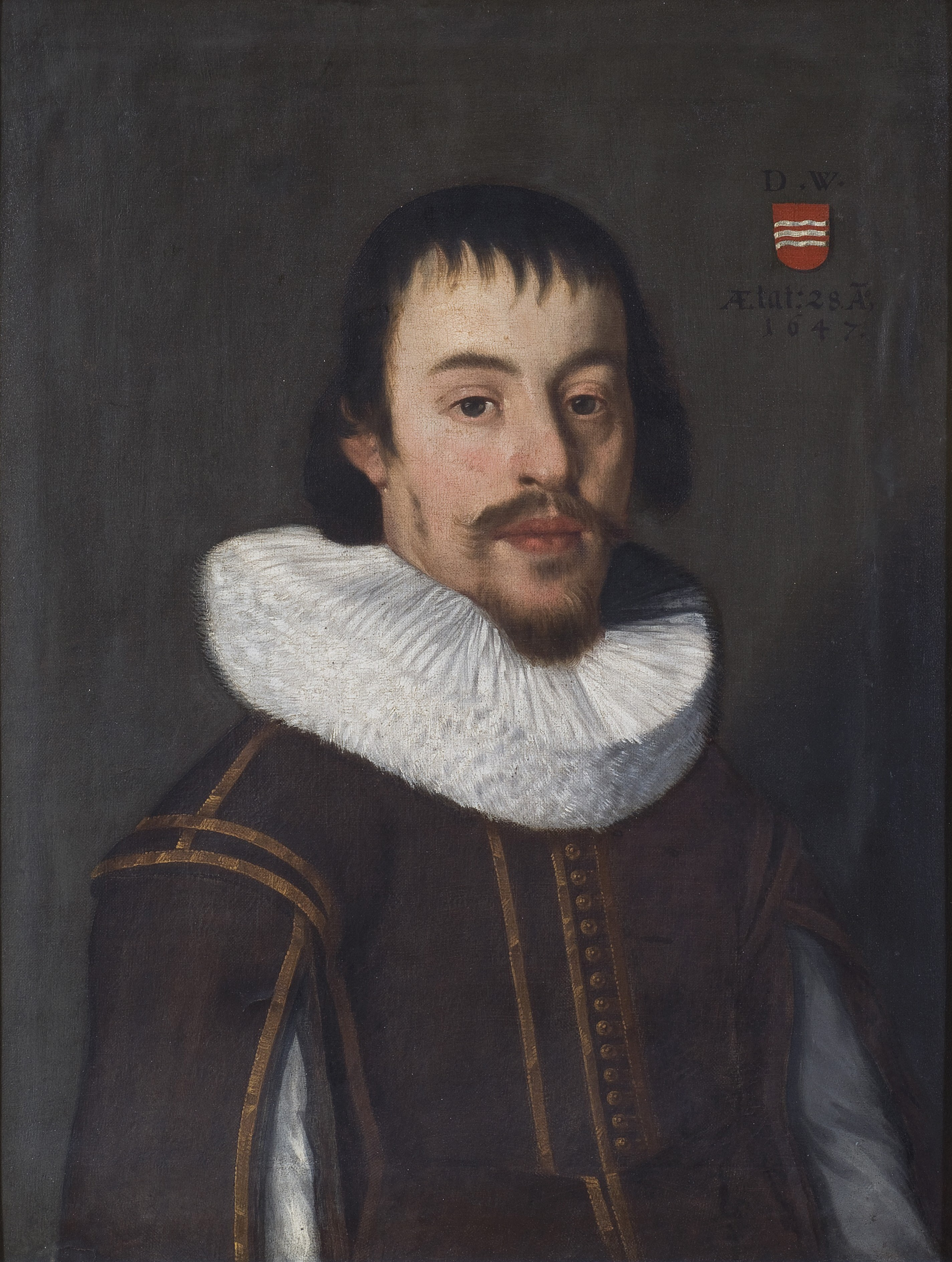
Daniel Wyttenbach (1619–1668), Apotheker an der Kreuzgasse, anonymes Porträt (1647)

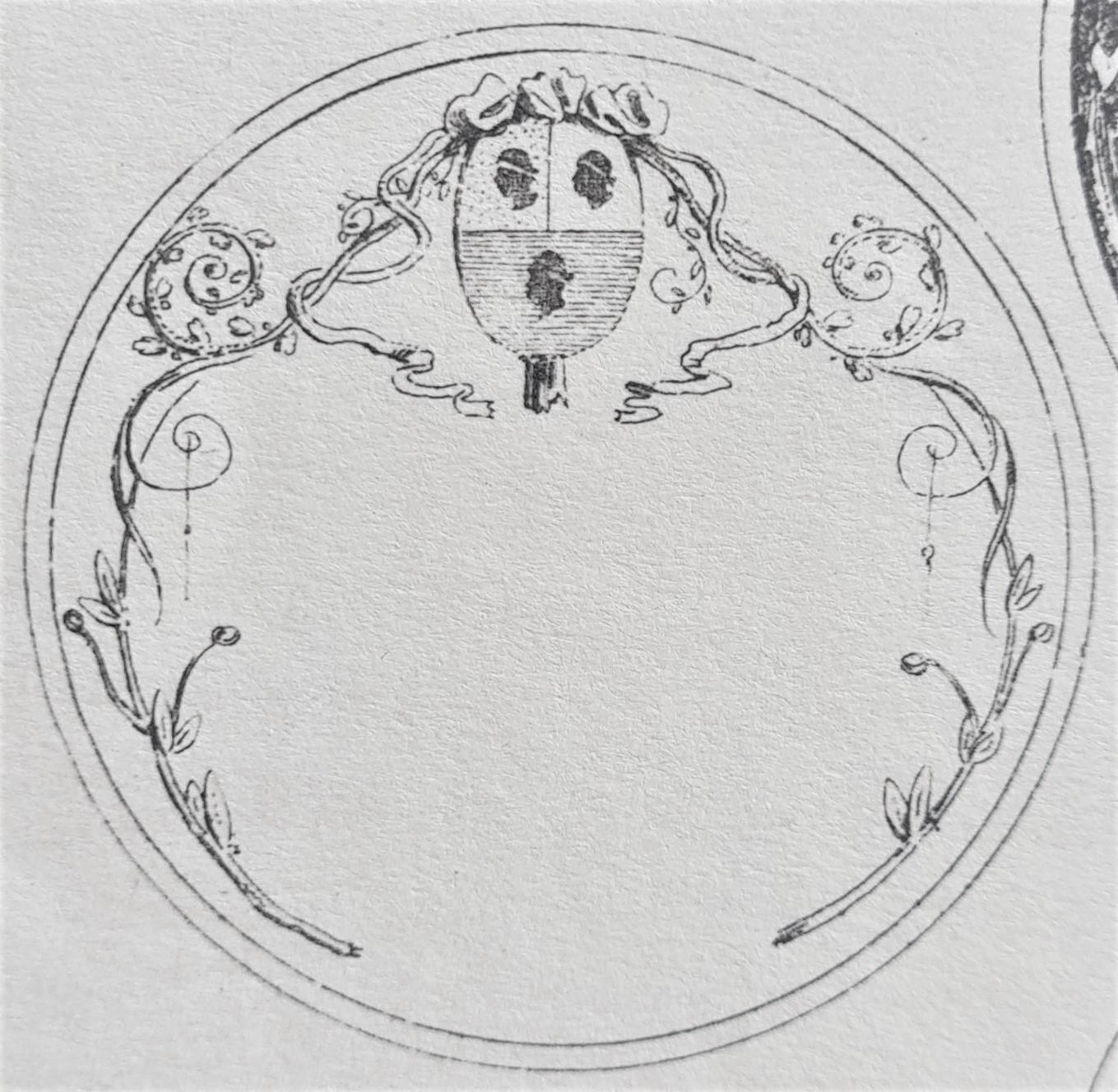
Balthasar Anton Dunker, Etikette für Karl Friedrich Morell (um 1800)

Die Rathaus Apotheke an der heutigen Kramgasse 2 in Bern ist eine der ältesten Apotheken der Schweiz.

## Geschichte
Die Stadt Bern kaufte von der Witwe des Hans Frisching das Eckhaus an der heutigen Kramgasse 2 und eröffnete hier 1571 die 'Deutsche Apotheke', welche von Jean Monier († 1574) geführt wurde. Diagonal gegenüber befand sich bereits die 'welsche' Apotheke. Als die Stadt Bern im Dreissigjährigen Krieg Geld brauchte, verkaufte sie die Rathausapotheke 1641 an Hans Konrad Wyttenbach (1595–1665), der das Geschäft von seinem Schwiegervater Daniel Egglin († 1650) übernommen hatte. Wyttenbach begründete eine Apothekerdynastie, die den Beruf bis zum Ende des 18. Jahrhunderts weiterführte. Der verschuldete Ludwig Albrecht Wyttenbach (1736–1780) verkaufte die Apotheke 1764 an Abraham Morell (1720–1794), Landschreiber zu Wangen an der Aare. Dessen Sohn Karl Friedrich Morell, einer der ersten akademisch ausgebildeten Apotheker der Schweiz, übernahm später die Apotheke. Morells Sohn Friedrich Emanuel kaufte von seinem Onkel Niklaus Bernhard Morell 1823 das anstossende Haus, vereinigte die Häuser und gab der Apotheke 1824 ihr heutiges Aussehen. Morells Witwe verkaufte die Liegenschaft 1836 an die Brüder Albrecht Rudolf und Sigmund August Fischer. 1848 übernahm Fischers Pächter, der aus Hessen stammende Christian Leonhard Müller das Geschäft. Nach Müllers Tod führte sein Sohn Karl Emil (1856–1916) die Apotheke weiter. Ab 1905 wirkte Bernhard Studer (1820–1911) als Rathaus-Apotheker, der das Haus 1911 an Johann B. Hermann verkaufte. Zu dieser Zeit wirkte Josef Hermann als Apotheker, der die Liegenschaft 1940 erwarb. 1953 kam es abermals zum Besitzerwechsel, als die Gesellschaft zu Zimmerleuten die Liegenschaft kaufte und deren Stubengenosse und Drogist Hans-Ulrich Neuenschwander (1926–2010) die H. U. Neuenschwander AG begründete. 1994 übernahm Stefan Fritz die Apotheke und führte sie als Dr. S. Fritz AG. 2021 feierte die Rathaus Apotheke Bern als eine der ältesten bestehenden Apotheken der Schweiz Jubiläum: Während 450 Jahren wurde sie ununterbrochen im selben Haus 'am obern scharpfen eggen' weitergeführt.
Aus dem Besitz des Apothekers Daniel Wyttenbach (1619–1668) hat sich in der Sammlung des Bernischen Historischen Museums ein Mörser mit Stössel aus dem Jahr 1650 erhalten.
Balthasar Anton Dunker entwarf für Karl Friedrich Morell mehrere Apotheker-Etiketten in Druckbogen, die Theodor Engelmann 1918 in Basel als Faksimilie herausgab. Die Etiketten nehmen teilweise Bezug auf Morells Biographie, indem bspw. sein Familienwappen, das Allianzwappen Morell–Jenner oder Pfeil und Bogen in die Gestaltung einflossen. Morell war Mitglied der Bogenschützengesellschaft der Stadt Bern.